# Samara Airlines
Samara Airlines est une compagnie aérienne russe basée à l'aéroport international de Samara. Elle officie depuis 1993 en tant que descendante de Kuibyshev Flight Unit qui fut créé en 1961.

## Code data
- Association internationale du transport aérien AITA Code : E5
- Organisation de l'aviation civile internationale OACI Code : BRZ
- Nom d'appel :

## Alliance
- Membre d'AiRUnion alliance entre compagnies russes comprenant :

- Domodedovo Airlines
- KrasAir
- Omskavia Airlines
- Sibaviatrans (SIAT)

## Flotte

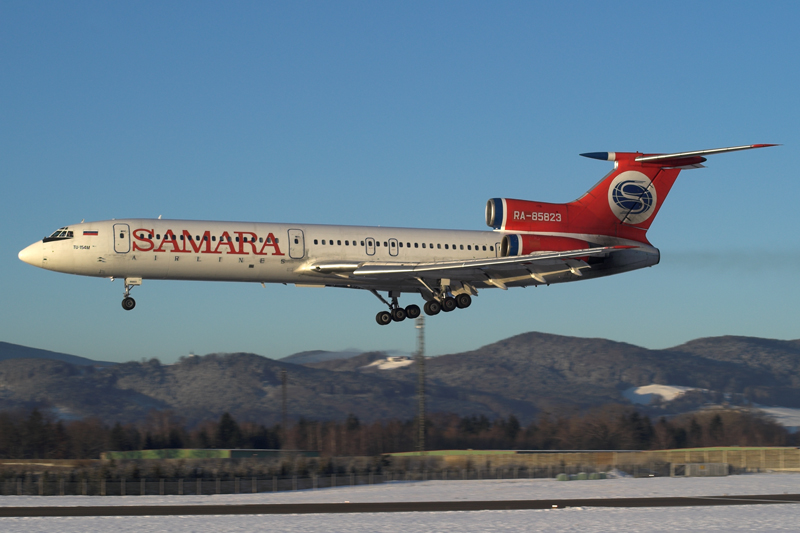
Samara Airlines Tu-154M

La compagnie exploite différents types d'avions d'origine russe :
- Tupolev Tu-154M de 134 à 166 sièges.
- Tupolev Tu-134 de 76 sièges.
- Yakovlev Yak-40 de 27 à 36 sièges.
- Yakovlev Yak-42 de 120 sièges.
- Iliouchine Il-76 pour le cargo.